# Горњи Ваганац
Горњи Ваганац је насељено мјесто у источној Лици, у општини Плитвичка Језера, Личко-сењска жупанија, Република Хрватска.

## Географија
Горњи Ваганац је удаљен око 25 км сјеверно од Коренице.

## Историја
Горњи Ваганац се од распада Југославије до августа 1995. године налазио у Републици Српској Крајини. До територијалне реорганизације у Хрватској насеље се налазило у саставу бивше велике општине Кореница.

## Становништво
Према попису из 1991. године, насеље Горњи Ваганац је имало 304 становника. Према попису становништва из 2001. године, Горњи Ваганац је имао 223 становника. Према попису становништва из 2011. године, насеље Горњи Ваганац је имало 125 становника.
| Демографија | Демографија | Демографија |
| Година      | Становника  | Становника  |
| ----------- | ----------- | ----------- |
| 1948.       | 583         |             |
| 1953.       | 430         |             |
| 1961.       | 403         |             |
| 1971.       | 392         |             |
| 1981.       | 352         |             |
| 1991.       | 304         |             |
| 2001.       | 223         |             |
| 2011.       |             | 125         |

## Попис 1991.
На попису становништва 1991. године, насељено место Горњи Ваганац је имало 304 становника, следећег националног састава:
| Попис 1991.‍  | Попис 1991.‍  | Попис 1991.‍ | Попис 1991.‍ | Попис 1991.‍ |
| ------------ | ------------ | ----------- | ----------- | ----------- |
|              |              |             |             |             |
| Хрвати       | Хрвати       |             | 300         | 98,68%      |
| Муслимани    | Муслимани    |             | 1           | 0,32%       |
| неопредељени | неопредељени |             | 1           | 0,32%       |
| непознато    | непознато    |             | 2           | 0,65%       |
| укупно: 304  |              |             |             |             |